# Psilogramma maxmouldsi
Psilogramma maxmouldsi là một loài bướm đêm thuộc họ Sphingidae. Loài này có ở Queensland.